# Danial Khalil
Danial Khalil er en dansk digter med afghanske rødder. Han udgav sin debut i Januar 2016 - en digtsamling kaldet "Kærlighed og Kulturskyer." Digtsamlingen er et væsentligt bidrag til at belyse de konflikter, som kulturforskelle kan skabe. Endvidere giver den indblik i en række eksistentielle problemer: den svære kærlighed, både den kødelige, den forbudte og den usagte til forældrene. Skismaet mellem lyst og pligt, hvor omdrejningspunktet er den indre kamp og splittelse ved at have et ben i flere kulturer. I 2016 blev digtsamlingen nomineret til Debutantsprisen.
Han har været oplægsholder for Red Barnet Ungdom, hvor han bl.a. talte om identitet, kultur og religion. Han har en kandidatgrad fra CBS.